# 马口

马口地图

马口是马来西亚森美兰州仁保县的一个主要市镇。

## 历史
现今的马口地区历史上曾存在着一条长约500米的“搬运道”，连接麻河和斯汀河，是当时商人来往马来半岛东西海岸时的水上道路。两条河并没有真正的衔接处，仅隔着约500米的陆地，因此商人到达这里必须拉扯小船经过搬运道再从另一条河下水。后来随着陆路交通的开发，这条搬运道就慢慢地被人遗忘，消失在历史长河中。
马口的名称由来有几种说法。第一是马口刚开发时，原始森林及沼泽产生的瘴气使到很多人病倒了。开拓着大部分是客家人，见面时都问“您好末”，大部分回答“未好”（芒豪），发音和Bahau相似。其二是马口附近都是橡胶园丘，作为主要交通点的火车站附近被称为“芭口”，粤语意为园丘之门口，后来演变成“马口”。在马来社会的说法指出，一次河流淹水时，一华裔不幸调入水中，马来人前来救援，一个在岸上喊“Pak”，一个在水里回应“Hoo”，后来演变成Bahau。

## 人口
根据2020年马来西亚人口普查，马口人口为32,018人。其中华人有14,600人（45.6%），土著有12,775 人（39.9%），印度人有4,547人（14.2%）和其他种族有96人（0.3%）。

## 交通

### 公路
号公路和号公路在马口交汇。北部可到淡马鲁，南部可到金马士。可到瓜拉庇劳。

### 铁路
马口站是马来亚铁道城际铁路东海岸线的一个主要火车站。北部可到道北，南部可到金马士。

### 巴士
由森美兰州政府推行的仁保县免费巴士服务，2023年6月1日起重新运营，每天提供20个班次。该路线由玛拉巴士公司运营（MARA Liner），覆盖斯里仁保市镇至马口潘吉花园，全长24.8公里。该路线设有两辆巴士，每辆巴士可容纳30名乘客。免费巴士服务时间为每天早上6时30分至晚上7时30分。巴士路线由马口潘吉花园（Taman Tunku Puan Chik）出发、卫星市花园（Taman Satelit）、苏南花园（Taman Sornam）、益美花园（Taman ACBE）、嘉乐商业区大路（Kiara Square）、马口市中心（Bandar Bahau）、马口公共巴士站（Stesen Bas Bahau）、公主城花园（Taman Desa Puteri）、马口花园（Taman Bahau）、太子城花园（Taman Kasih Putera）、仁保市议会（Majlis Perbandaran Jempol）、斯汀玛拉初级理科学院（MRSM Serting）、仁保医院（Hospital Jempol）及斯里仁保公共巴士站（Terminal Bas Bandar Seri Jempol）等地点。芙蓉“我的巴士”（myBAS）T10A和T10B路从芙蓉第一终站至马口巴士站。

## 教育
马口共有4所华文小学，分别是启文华小、马口华小、美丽顿华小、马身新村华小。此外，启文国民型华文中学则是当地唯一的国民型华文中学，多数就读上述华文小学的学生都会在中学时于此所中学就读。